# Delfina Ortega Díaz
Delfina Ortega Díaz (ur. 20 października 1845 zm. 8 kwietnia 1880) – pierwsza dama Meksyku, żona prezydenta Porfiria Díaza.

## Życiorys
Urodziła się 20 października 1845. Była siostrzenicą Porfiria Díaza, za którego wyszła za mąż w 1867 roku. Dzięki małżeństwu, Díaz uzyskał znaczące wsparcie polityczne. W 1876 roku Díaz przejął władzę w  Meksyku, a w 1877 roku objął stanowisko prezydenta.
Delfina zmarła 8 kwietnia 1880 w wyniku komplikacji po urodzeniu siódmego dziecka. Większość dzieci Delfiny i Porfiria zmarło w dzieciństwie; jedynie Porfirio Díaz Ortega i Luz Victoria Díaz Ortega dożyły dorosłego wieku.